# Aclista nigriceps
Aclista nigriceps är en stekelart som först beskrevs av Jean-Jacques Kieffer 1907.  Aclista nigriceps ingår i släktet Aclista, och familjen hyllhornsteklar. Arten är reproducerande i Sverige.